# Mona Bone Jakon
Mona Bone Jakon je třetí studiové album britského písničkáře Cata Stevense, vydané v červenci 1970 u vydavatelství Island Records (Spojené království) a A&M Records (USA a Kanada). Nahráno bylo od ledna do února toho roku v londýnských studiích Olympic Studios a Abbey Road Studios a jeho producentem byl Paul Samwell-Smith.

## Seznam skladeb
Autorem všech písní je Cat Stevens.
| Pořadí | Název                   | Délka |
| ------ | ----------------------- | ----- |
| 1.     | Lady D'Arbanville       | 3:45  |
| 2.     | Maybe You're Right      | 3:25  |
| 3.     | Pop Star                | 4:13  |
| 4.     | I Think I See the Light | 3:55  |
| 5.     | Trouble                 | 2:49  |
| 6.     | Mona Bone Jakon         | 1:42  |
| 7.     | I Wish, I Wish          | 3:50  |
| 8.     | Katmandu                | 3:22  |
| 9.     | Time                    | 1:26  |
| 10.    | Fill My Eyes            | 3:00  |
| 11.    | Lilywhite               | 3:41  |

## Obsazení
- Cat Stevens – kytara, klavír, klávesy, bicí, zpěv
- Alun Davies – kytara, doprovodné vokály
- John Ryan – baskytara
- Nicky Hopkins – klávesy
- Harvey Burns – bicí, perkuse
- Peter Gabriel – flétna
- Del Newman – aranžmá